# Чубанка (Клуж)
Чубанка (рум. Ciubanca) насеље је у Румунији у округу Клуж у општини Реча Кристур. Oпштина се налази на надморској висини од 316 m.

## Становништво
Према подацима из 2002. године у насељу је живело 135 становника, од којих су сви румунске националности.